# Atletismo nos Jogos Pan-Americanos de 2007 - Revezamento 4x400 m feminino
O revezamento 4x400 metros feminino foi um dos eventos do atletismo nos Jogos Pan-Americanos de 2007, no Rio de Janeiro. A prova foi disputada no Estádio Olímpico João Havelange no dia 28 de julho com 32 atletas de 8 países.

## Medalhistas
|  | CUB Cuba                                                   |  | MEX México                                                         |  | USA Estados Unidos                                    |
|  | Aymee Martínez Daimy Pernía Zulia Calatayud Indira Terrero |  | María Teresa Rugerio Gabriela Medina Zudykey Rodríguez Ana Guevara |  | Debbie Dunn Angel Perkins Latonia Wilson Nicole Leach |

## Recordes
Recordes mundial e pan-americano antes da disputa dos Jogos Pan-Americanos de 2007.
| Tipo                             | Atleta          | Tempo   | Local        | Data                 |
| -------------------------------- | --------------- | ------- | ------------ | -------------------- |
|                                  | União Soviética | 3m15.17 | Seul         | 1 de outubro de 1988 |
| Recorde dos Jogos Pan-Americanos | Estados Unidos  | 3m23.35 | Indianápolis | 16 de agosto de 1987 |

## Resultados

### Final
A final do revezamento 4x400 metros rasos feminino foi disputada em 28 de julho as 19:00 (UTC-3).
| Pos.              | Equipe                | Atletas              | Tempo   |
| ----------------- | --------------------- | -------------------- | ------- |
| Medalha de ouro   | CUB Cuba              | Aymee Martínez       | 3m27.51 |
| Medalha de ouro   | CUB Cuba              | Daimy Pernía         | 3m27.51 |
| Medalha de ouro   | CUB Cuba              | Zulia Calatayud      | 3m27.51 |
| Medalha de ouro   | CUB Cuba              | Indira Terrero       | 3m27.51 |
| Medalha de prata  | MEX México            | María Teresa Rugerio | 3m27.75 |
| Medalha de prata  | MEX México            | Gabriela Medina      | 3m27.75 |
| Medalha de prata  | MEX México            | Zudykey Rodríguez    | 3m27.75 |
| Medalha de prata  | MEX México            | Ana Guevara          | 3m27.75 |
| Medalha de bronze | USA Estados Unidos    | Debbie Dunn          | 3m27.84 |
| Medalha de bronze | USA Estados Unidos    | Angel Perkins        | 3m27.84 |
| Medalha de bronze | USA Estados Unidos    | Latonia Wilson       | 3m27.84 |
| Medalha de bronze | USA Estados Unidos    | Nicole Leach         | 3m27.84 |
| 4                 | JAM Jamaica           | Ronetta Smith        | 3m28.74 |
| 4                 | JAM Jamaica           | Shareefa Lloyd       | 3m28.74 |
| 4                 | JAM Jamaica           | Anastasia Le-Roy     | 3m28.74 |
| 4                 | JAM Jamaica           | Davita Prendergast   | 3m28.74 |
| 5                 | BRA Brasil            | Maria Laura Almirão  | 3m28.89 |
| 5                 | BRA Brasil            | Emmily Pinheiro      | 3m28.89 |
| 5                 | BRA Brasil            | Lucimar Teodoro      | 3m28.89 |
| 5                 | BRA Brasil            | Josiane Tito         | 3m28.89 |
| 6                 | CAN Canadá            | Adrienne Power       | 3m32.37 |
| 6                 | CAN Canadá            | Esther Akinsulie     | 3m32.37 |
| 6                 | CAN Canadá            | Carline Muir         | 3m32.37 |
| 6                 | CAN Canadá            | Diane Cummins        | 3m32.37 |
| 7                 | TRI Trinidad e Tobago | Janeil Bellille      | 3m39.67 |
| 7                 | TRI Trinidad e Tobago | Natalie Dixon        | 3m39.67 |
| 7                 | TRI Trinidad e Tobago | Melissa de Leon      | 3m39.67 |
| 7                 | TRI Trinidad e Tobago | Romona Modeste       | 3m39.67 |
| 8                 | ECU Equador           | Yessica Perea        | 3m43.88 |
| 8                 | ECU Equador           | Lucy Jaramillo       | 3m43.88 |
| 8                 | ECU Equador           | Paola Sánchez        | 3m43.88 |
| 8                 | ECU Equador           | Erika Chávez         | 3m43.88 |